# Xã Kibler, Quận Crawford, Arkansas
Xã Kibler (tiếng Anh: Kibler Township) là một xã thuộc quận Crawford, tiểu bang Arkansas, Hoa Kỳ. Năm 2010, dân số của xã này là 1.240 người.